# Vita del legionario romano

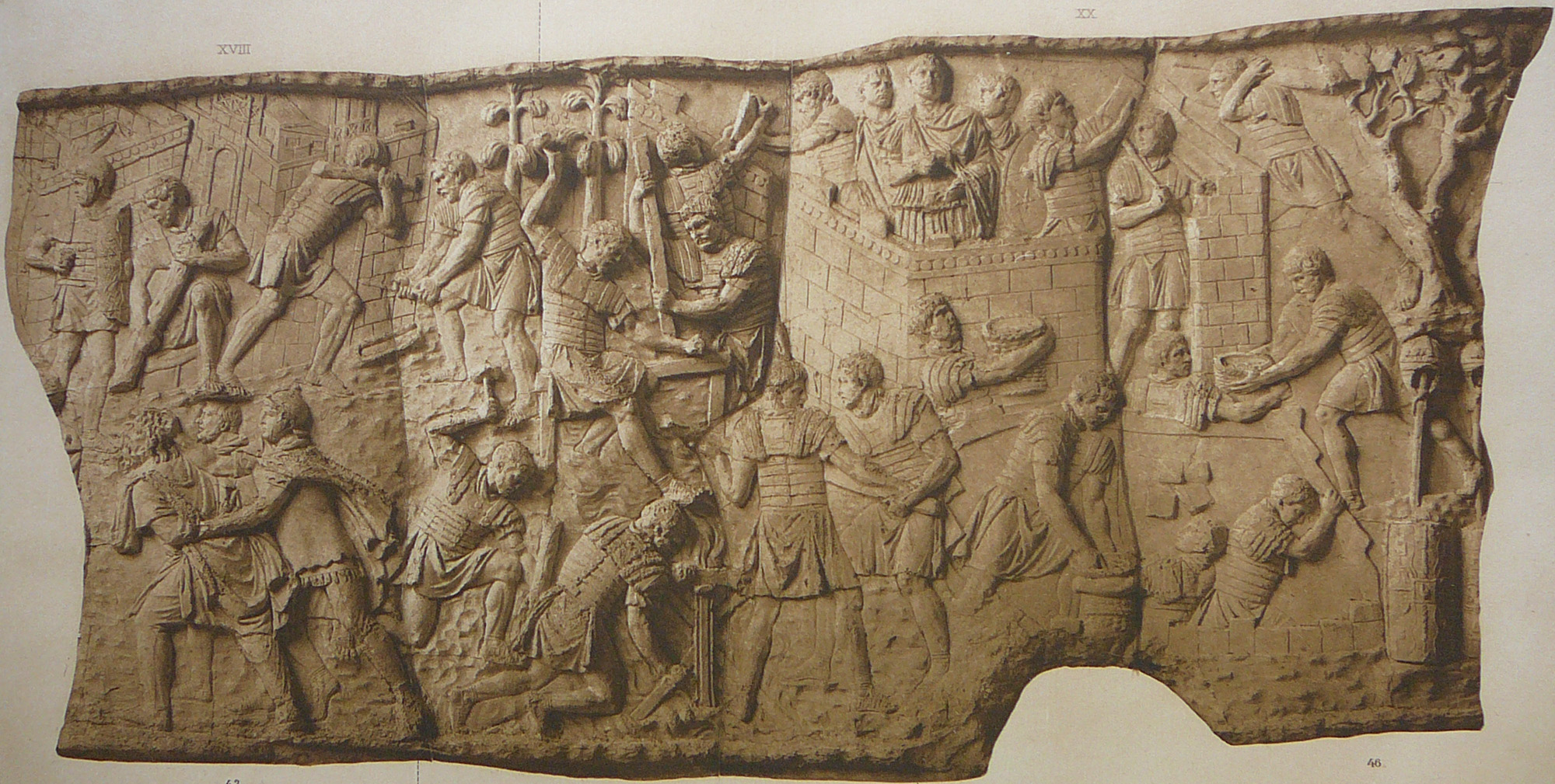
Colonna Traiana, rilievo XV. Alcuni exploratores conducono un prigioniero dace al cospetto dell'imperatore, per essere interrogato. Traiano, dall'alto di un accampamento fortificato, affiancato da due collaboratori, ispeziona lo status dei lavori sottostante, dove numerosi legionari stanno costruendo un nuovo ponte fisso su di un fiume, mentre altri legionari sono intenti a scavare un profondo fossato, utilizzando delle ceste per il trasporto del materiale.

La vita del legionario romano si rivolge a tutti gli aspetti fondamentali dell'esistenza del soldato romano. Essa muta nel corso dei secoli, vedendo il legionario dapprima, ancora in epoca monarchica e repubblicana, come civile inquadrato nei ranghi dell'esercito (la legione designava all'inizio della storia di Roma l'intero esercito), tenuto ad arruolarsi in difesa della propria comunità, e successivamente, durante il periodo imperiale, come vero e proprio soldato di professione (dedito al '"mestiere delle armi"), stipendiato dallo Stato e rifornito di tutto l'equipaggiamento necessario a svolgere il proprio compito, ancorché non fosse mai venuto meno il ricorso a massicce operazioni di richiamo forzato dei provinciali, poi sempre più frequenti fino alla caduta dell'impero.

## Storia

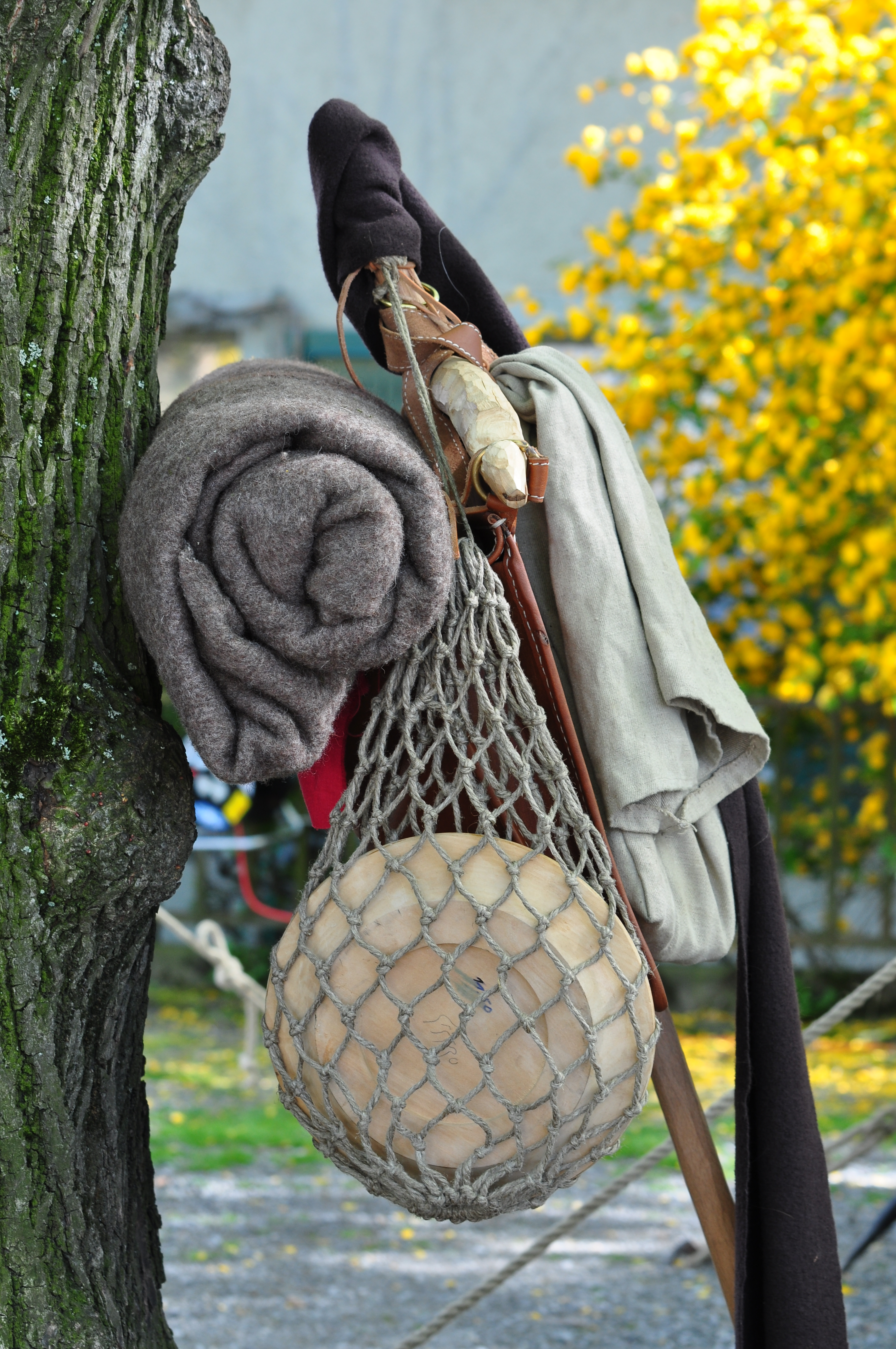
Zaino (sarcina) del legionario romano. Veniva portato dal soldato appeso per mezzo di una forcella e poteva arrivare a pesare dai 20 ai 50 kg.

All'inizio della storia di Roma e fino all'avvento della professionalizzazione dell'esercito, evento che coincide con la riforma mariana e augustea, il ruolo di soldato e di cittadino erano sovrapponibili. Anzi, fu il soldato di professione ad aver introdotto la categoria di civis in quanto anticamente ciascun cittadino era potenzialmente anche un soldato e le due figure apparivano sullo stesso piano. Se prima di Augusto il compenso del soldato era legato all'andamento della campagna e al suo rischioso e spesso aleatorio bottino, dopo la grande riforma augustea diventa necessario attendere la fine di una lunga, e spesso irraggiungibile, militanza per conquistare una solida posizione economica. Il soldato romano con Augusto viene inquadrato in una struttura complessa e rigorosa, viene "istituzionalizzato", venendo esclusa la possibilità dell'arricchimento in poche ma redditizie campagne.
La fine della coscrizione (del dilectus, che tornerà però nei periodi di emergenza) e l'avvento del volontariato muta completamente la vita del soldato. Quello che era un servizio di tutti per brevi periodi si trasformò in un servizio di pochi per un tempo molto prolungato. L'accesso alla carriera militare, oltretutto, non era aperto a chiunque, dal momento che era necessario rispondere a precisi requisiti fisici. La statura media del legionario era pari a 1,67 m , mentre andava tenuto conto dell'altezza della popolazione nelle regioni di reclutamento, essendo le unità barbare mediamente più alte delle reclute italiche o mediterranee. All'arruolamento i soldati possedevano un'età compresa tra i 20 e i 39 anni.

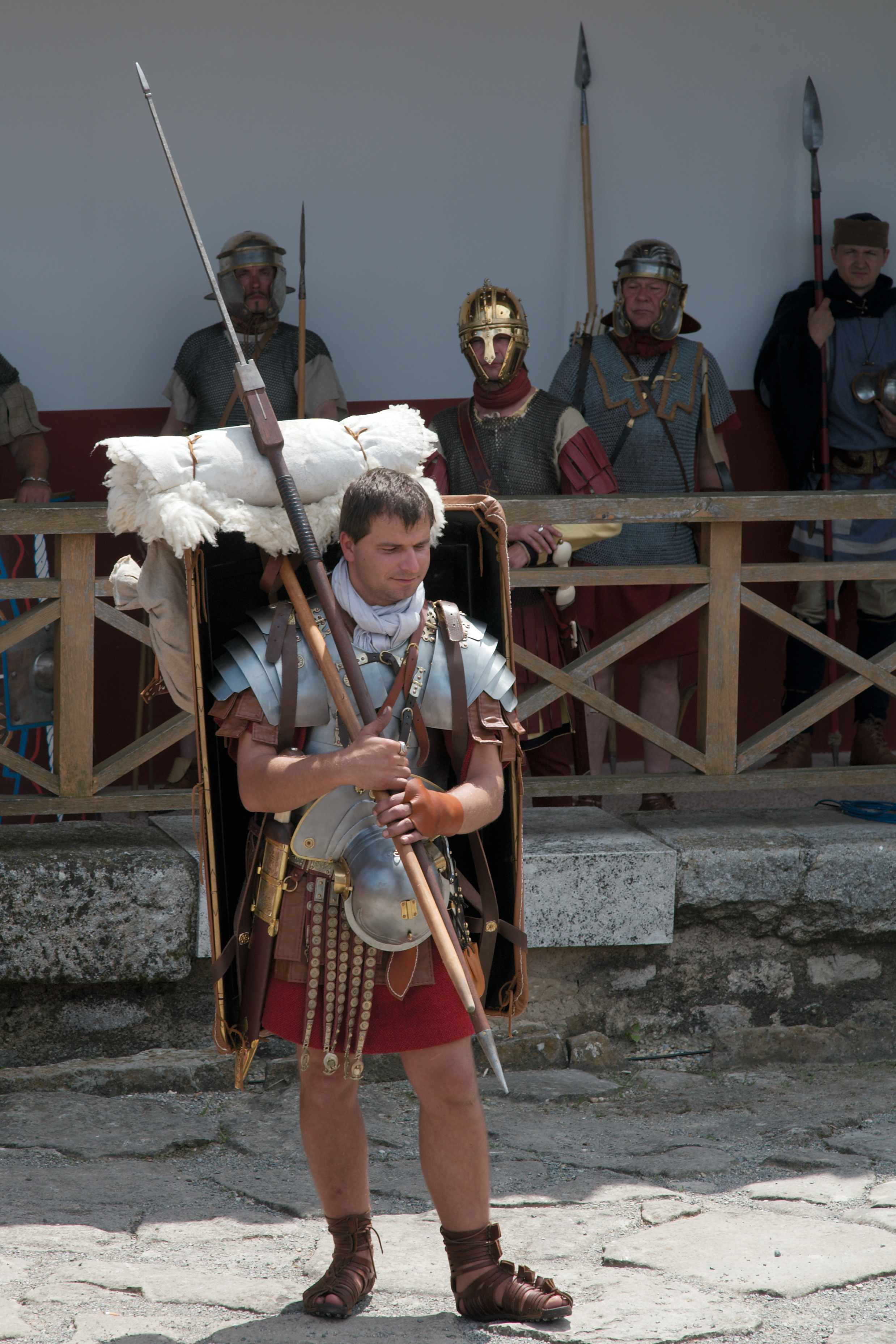
Legionario del I secolo con zaino in spalla ed equipaggiamento completo, pronto per la marcia.

Il mestiere di soldato era molto faticoso, gli uomini erano sottoposti ad allenamenti, lavori e cicli di attività spesso molto rigorosi, dovendo anche prestare le proprie braccia in tempo di pace come manodopera. I soldati stessi, i castra costruiti con il loro sudor, costituirono l'avanguardia della civilizzazione (si pensi a città come Nimega, Colonia, Vienna, Magonza, Budapest, Belgrado), a partire dai villaggi legionari posti a ridosso degli accampamenti.
Al concetto del labor (lavoro) legionario spesso però era associato quello della voluptas (voluttà, bramosia), soprattutto nell'opinione dominante dei civili. La distanza tra vita civile e militare in generale nell'impero (a causa delle distanza degli accampamenti dalle zone urbanizzate almeno fino all'epoca dioclezianea), tranne il caso dell'Egitto dove non c'era una vera e propria frontiera, alimentò molti luoghi comuni intorno alla figura del soldato, visto spesso come un ingordo insaziabile. Dall'altro lato però il valore dell'uniforme e del cerimoniale, la sostanziale stabilità economica incentivavano giovani reclute, specialmente nelle zone di confine, a intraprendere la carriera militare.
Con la fase della regionalizzazione, ovvero con la formazione del legame tra le legioni ed aree specifiche dell'impero (le aree di confine, come quella danubiana, divennero quelle preferite del reclutamento), a seguito della rimozione del divieto di matrimonio in servizio sotto Settimio Severo, il soldato andò insediandosi stabilmente in quel territorio, in particolare nelle canabae, i quartieri civili che sorgevano accanto agli accampamenti militari. La provincia in cui si esercitava la militia (che di solito mutava a seguito di promozione), nella maggioranza dei casi, veniva preferita anche al paese d'origine (nel quale difficilmente si poteva fare ritorno) come sede prescelta della propria sistemazione, con la fine della ferma obbligatoria.
Il sermo militaris (il gergo militaresco) utilizzato dai soldati ricercava la forza espressiva, la concisione, le espressioni ironiche, era ricco di umorismi, di metafore e di immagini. Nell'impero bilingue, grecofono nella parte orientale e latinofono in quella occidentale, il latino rimaneva la lingua ufficiale dei militari, anche se meno diffuso in Oriente. Alcuni soldati erano preposti all'attività di scrittura, come i signiferi, anche se dagli studi paleografici effettuati su diversi supporti scrittori rinvenuti in alcuni siti (a Ossirinco, a Vindolanda, ad Ankara, ad Amburgo) è emerso che una percentuale significativa di soldati fosse in grado di scrivere in latino o di apporre la propria firma. Centinaia tavolette di legno ritrovate a Vindolanda presso il Vallo di Adriano, riportanti documenti ufficiali circa l'attività del campo e vicende personali degli ufficiali e delle loro famiglie, hanno rivelato la capacità di scrittura delle donne, in particolare della moglie di un comandante, Claudia Severa, e di numerosi altri soldati, specialmente ufficiali, ma anche uomini della truppa. Una ricevuta di papiro ritrovata in Egitto, attestante un prelievo fiscale sul trasporto di 6 anfore di vino, suggerisce peraltro la pervasività dell'uso della scrittura nell'amministrazione civile, come in quella militare in epoca imperiale.

## Arruolamento e cittadinanza

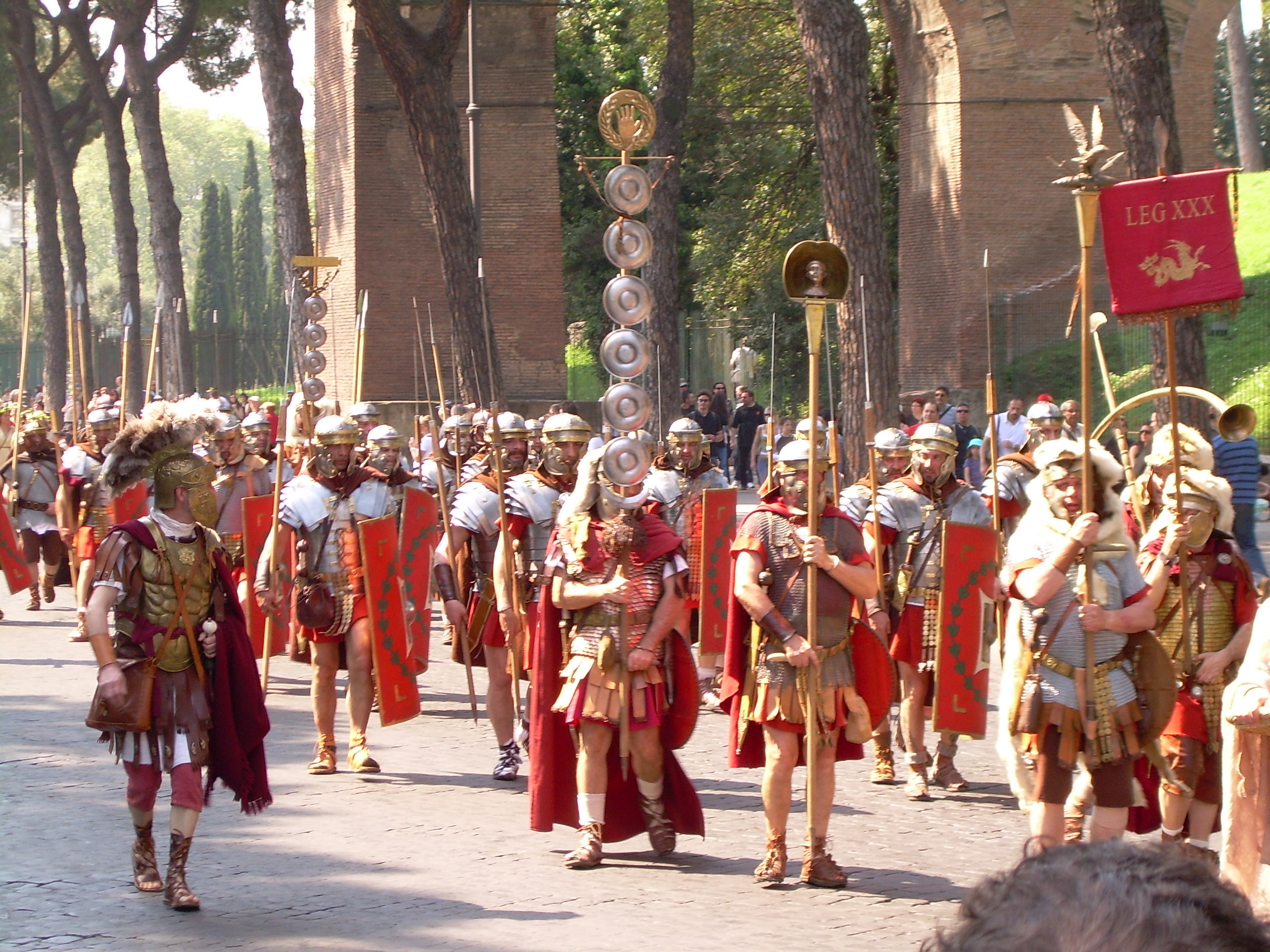
Parata di legionari romani.

### Ildilectuse il giuramento
Una volta sottopostosi al richiamo nei ranghi (l'arruolamento, chiamato dilectus), superato l'esame della probatio, una sorta di valutazione dell'idoneità fisica del soggetto (in base alla quale si sceglieva se destinarlo a unità d'élite o di semplice supporto come le vessillazioni), il soldato veniva inserito nei ranghi e doveva prestare solenne giuramento (sacramentum). Questo, rinnovato ogni 1º gennaio (tenuto dall'intera legione perché venisse attestata la fiducia all'imperatore regnante, soprattutto nei momenti di instabilità legati alle lotte civili, come attesta Tacito nell'Agricola), veniva fatto anticamente all'indirizzo del comandante, poi con l'evoluzione nella forma dell'impero, in onore dell'imperatore, e successivamente con l'avvento del cristianesimo su Dio, Cristo e lo Spirito Santo (accanto alla maestà dell'imperatore, "che il genere umano deve amare e onorare subito dopo Dio"). Dopo il giuramento il tiro, sottoposto a un certo periodo d'intensa preparazione, veniva dichiarato miles, segnato col marchio militare, una sorta di tatuaggio (che serviva a identificare i disertori), iniziando a percepire lo stipendium.

### Le leve forzate e i volontari
L'arruolamento dei soldati nella storia di Roma, prima fondato sulla coscrizione dei cittadini con precisi requisiti patrimoniali, fu di seguito aperto ai volontari, pur non venendo mai abolito il principio dell'obbligatorietà dei cittadini al servizio militare. Il governatore di provincia, di rango senatorio per l'arruolamento in Italia e nelle province senatorie, di rango equestre per quelle imperiali, di norma, si recava di città in città, pretendendo l'arruolamento di giovani speranzosi in una vita di ricchezze e di fama. Con la svalutazione del ruolo del soldato durante la crisi del III secolo, la riduzione del salario, la fine della stagione delle grandi conquiste che pose termine alla possibilità di ricchi bottini, l'arruolamento si fece sempre più difficile e ci fu una sensibile riduzione del numero dei volontari.
Tranne in casi eccezionali (come nel 6 e nel 9 d.C. dopo la sconfitta di Varo), infatti, in cui venivano effettuate delle leve forzate, normalmente le legioni, rese da Augusto permanenti e rinnovabili parzialmente ogni anno anche a rischio di una dilatazione eccessiva dei tempi di mantenimento in servizio, si costituivano sulla base dell'adesione volontaria da parte dei tirones. Il sistema attuato da Augusto consentiva di evitare il ricorso alle massicce coscrizioni del periodo monarchico e repubblicano, quando i tirones, a partire dal II secolo a.C., erano smobilitati dopo 6 anni (prima ancora vigeva l'obbligo di 16 anni per i legionari e 10 per la cavalleria), con il rischio però di dover essere richiamati alle armi quando Roma ne aveva necessità. Tranne i pochi casi di emergenza in cui si fece ricorso al dilectus (alla leva obbligatoria), durante la prima età imperiale l'esercito poteva reggersi sull'apporto esclusivo dei volontari professionisti.

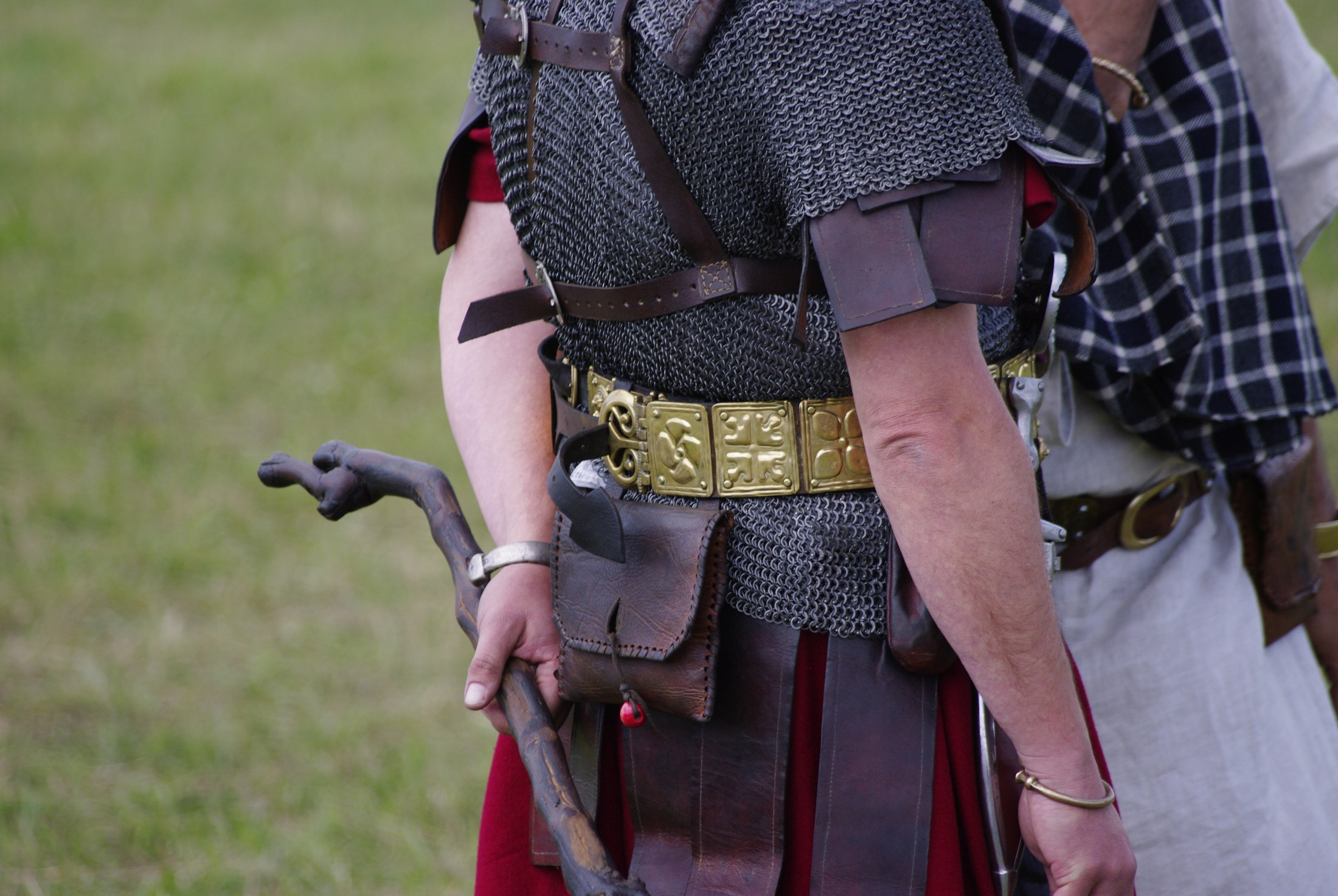
Un centurione col suo bastone (vitis); il ricorso alla forza bruta non era raro quando si verificavano mancati assolvimenti agli obblighi di leva da parte dei coscritti o c'era l'esigenza immediata di leve (come durante la rivolta dalmato-pannonica del 6-9).

In epoca tarda si diffonderà nuovamente la coscrizione, probabilmente a causa delle sempre maggiori difficoltà di reclutamento incontrate dall'impero col passare dei secoli. Va detto però che il requisito della cittadinanza poneva evidenti problemi di restringimento del bacino di reclute. Tale vincolo si presentò come ostacolo già ai tempi di Augusto, come ricorda Plinio con riferimento soprattutto alla popolazione giovane. Ad arruolarsi erano chiamati i castris (i figli di soldati), che potevano essere sostituiti da un vicarius, i laeti (i prigionieri romani rimpatriati), i foederati. L'arruolamento venne demandato ai proprietari di fondi, ai decurioni delle città (forma di reclutamento definita "protostasia"), i quali avevano l'obbligo, secondo un decreto del 361, di fornire le reclute arruolate fra i coloni (affittuari) e farle inquadrare in una determinata unità militare, con la pena di venire arsi al rogo se non avessero fornito gli uomini di cui disponevano (decreto imperiale del 379).
Esisteva anche la possibilità della commutazione della fornitura di reclute in una tassa in natura (praebitio tironum) oppure versando l'equivalente in denaro (comparatio tironum): spesso i proprietari ricorrevano alla forma sostitutiva del versamento in denaro (aurum tironicum), evitando di privarsi della preziosa manodopera, ma di fatto limitando l'afflusso di reclute. La mancanza di coscritti fu sopperita sempre maggiormente dal ricorso alle truppe di gentiles (barbari), di forze foederate, o di laeti inquadrate in numeri all'interno dell'esercito imperiale. Sotto Valentiniano e Valente, nel 371, sarebbe stata introdotta infine la "prototipia" (praebitio), ovvero la possibilità che l'assolvimento all'obbligo all'arruolamento fosse mutato con quello di un curiale sostituto, che provvedeva ad assoldare reclute al di fuori del proprio capitulum (il reclutamento seguiva la ripartizione nelle zone di competenza fiscale del dato proprietario, sulla base della riforma dioclezianea della Iugatio-capitatio).

### Il requisito di cittadinanza

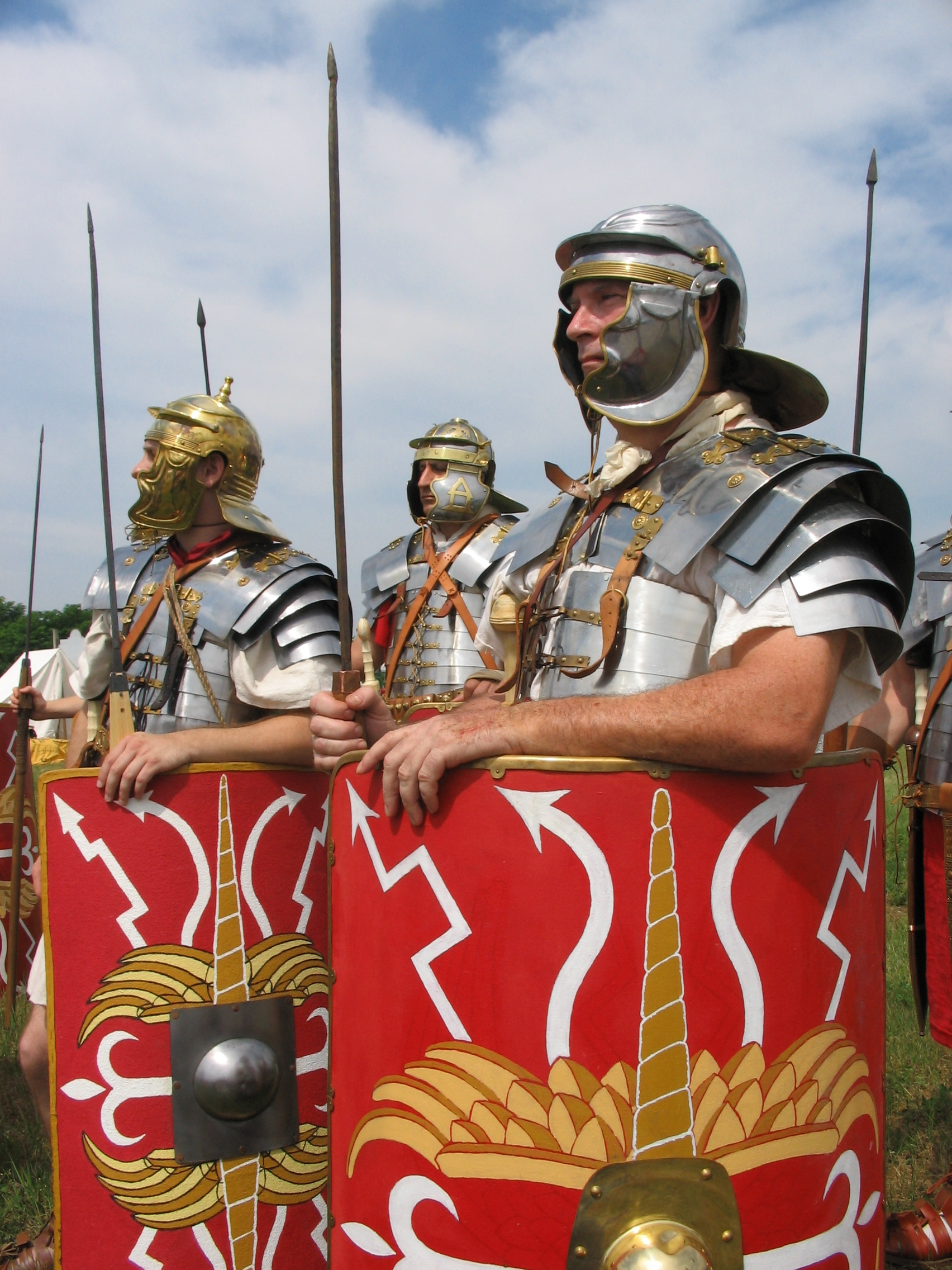
Legionari del I secolo in formazione schierata, muniti di scutum, lorica segmentata e cassis.

Fino alla emanazione della Constitutio Antoniniana nel 212, provvedimento che prendendo atto della riduzione ad un valore simbolico della cittadinanza finiva per attribuirla d'ufficio a tutti gli abitanti dell'impero, rimase in vigore il requisito della cittadinanza per l'arruolamento legionario. Successivamente, nel basso impero, era abbandonata la distinzione tra reclutamento legionario, riservato al civis, e reclutamento ausiliario, riservato alle popolazioni provinciali. L'inserimento nei ranghi della coorte legionaria, in precedenza, richiedeva il possesso della cittadinanza romana, mentre i peregrini (gli stranieri) potevano aspirare a una carriera, certo meno redditizia, nelle forze ausiliarie, con la prospettiva dell'ottenimento della cittadinanza come premio speciale durante il servizio o, più frequentemente, come gratifica al congedo. Un dato però è certo, anche per la prima età imperiale, che il requisito della cittadinanza non fu mai così rigido, e che le reclute (barbariche) potevano ottenere la cittadinanza anche al momento dell'arruolamento.
A partire dall'impero di Tiberio, e con più certezza con Claudio, si assiste al conferimento di tale premio per coloro che avevano militato nei reparti ausiliari per tutto il corso della militia della durata di 25-26 anni. A partire soprattutto dall'epoca di Claudio e poi in maniera massiccia con i flavi, gli archivi dello Stato iniziano a registrare l'assegnazione di diplomata militaria, lamine bronzee nelle quali si affermava individualmente l'attribuzione del nuovo status giuridico. Con il conseguimento di questo documento il veterano poteva avere accesso alle cariche pubbliche, poteva godere dei vantaggi della nuova condizione, trasmettendola ai figli, e fregiarsi dei tria nomina tipici del cittadino romano. I figli dei soldati, nati da unioni illegittime, in quanto il matrimonio (conubium) era stato vietato probabilmente sotto Augusto, potevano arruolarsi nelle legioni solo se veniva concessa loro la cittadinanza al momento dell'arruolamento, perché potesse avere effetto il richiamo alla leva. Ciò accadde più spesso in Oriente che in Occidente e maggiormente nel periodo Antoniniano.
Fino al 140 la formula tipica del diploma di congedo era la seguente:
In seguito però non si fa più menzione dei figli nati al di fuori dell'unione, per tanto se ne deduce che dovessero arruolarsi per diventare cittadini. I nati da ausiliari dopo l'ottenimento della cittadinanza sarebbero stati regolarmente cittadini. Anche l'emanazione dell'editto di allargamento della cittadinanza da parte di Caracalla non mise fine all'emissione dei diplomi, che prosegue per tutto il III secolo, seppure in forma minore e solo con riferimento ad unità specifiche (come i pretoriani) e ai fanti di marina, perché i diplomi rilasciati agli ausiliari scompaiono già nel 202. Tale evidenza dovrebbe suggerire una sovrapposizione tra arruolamento legionario e arruolamento ausiliario e una quasi completa scomparsa di diversità di condizione giuridica tra i soldati, con la doverosa esclusione dei gentiles (reparti stranieri).

## Addestramento e disciplina
Sappiamo da Polibio che, dopo la conquista di Nova Carthago, Publio Scipione decise di rimanere per qualche tempo nella città appena conquistata, dove si dedicò ad un sistematico allenamento delle truppe navali e di terra, controllati dai tribuni militari. Il metodo adottato per migliorare la loro condizione lo racconta Polibio:
(Polibio, X, 20.2-4.)
Anche Tito Livio racconta che Scipione trascorse quei pochi giorni che aveva stabilito di fermarsi a Nova Carthago, facendo compiere delle esercitazioni alla sua armata, sia di terra, sia di mare:
(Livio, XXVI, 51.4-6.)
Nel corso della prima guerra giudaica, durante le fasi iniziali dell'assedio di Tarichee, Tito che stava per affrontare il nemico giudeo con seicento cavalieri scelti, accortosi che il numero di nemici era di gran lunga superiore alle previsioni, inviò a chiedere rinforzi al padre, mentre egli stesso, intrattenendo le truppe, pronunziò un'adlocutio che ricordava ai suoi armati chi fossero:
(Giuseppe Flavio, La guerra giudaica, III, 10.2.473-484.)
Il ferreo addestramento, mai tramontato in tutta la storia di Roma, nonostante Vegezio sembri indicare nella mancanza di preparazione fisica la causa dell'indebolimento degli eserciti, si svolgeva in appositi campi d'addestramento (per l'età antica si pensi al Campo Marzio), realizzati all'occorrenza spianando aree di terreno quando la legione era accampata in zone isolate, durante lo svolgimento di campagne militari. Sappiamo che in epoca tarda esistevano ancora figure addette alla preparazione atletica dei soldati: il discens equitum introduceva alla cavalcatura, il campidoctor sovrintendeva all'addestramento nel campus, mentre con armatura si indicava il maestro d'armi.
Da un passo di Vegezio evinciamo, inoltre, quale fosse la pressione esercitata sui militari, anche in epoca tarda, perché si mantenesse l'ordine tra i ranghi e si cercasse di inculcare negli uomini il rispetto delle regole di dedizione e di sottomissione ai doveri del mestiere di soldato. Deduciamo che i soldati erano sottoposti al controllo delle armi, erano istruiti a rendere rispetto alle insegne e a prendersene cura, e a stabilire una convivenza priva di disordini con i compagni. L'addestramento previde per i legionari, sin dalle epoche più remote, esercitazioni con spade di legno, allenamenti quali la corsa e il nuoto, l'esercizio del lancio dei giavellotti e delle pietre con la frombola, il sollevamento dei pesi, il salto dei fossati, il passo militare, la pratica al taglio degli alberi, dei rovi e alla levigazione del legname. Gli uomini inoltre erano costretti ad addestrarsi utilizzando armi e scudi del peso doppio rispetto a quelli che avrebbero utilizzato in battaglia.
(Vegezio, Epitoma rei militaris, III, 4, 3)

## L'accampamento
(Giuseppe Flavio, guerra giudaica, III, 5.1.76-78.)

### Da marcia
L'esercito romano, a partire dagli inizi del III secolo a.C., dovendo condurre campagne militari sempre più lontane dalla città di Roma, fu costretto a trovare delle soluzioni difensive adatte al pernottamento in territori spesso ostili. Ciò indusse i Romani a creare, sembra a partire dalle guerre pirriche, un primo esempio di accampamento militare da marcia fortificato, per proteggere le armate romane al suo interno.
(Sesto Giulio Frontino, Strategemata, IX, 1.14.)
Una volta costruito l'accampamento, i soldati si sistemano in modo ordinato al suo interno, coorte per coorte, centuria per centuria. Vengono, quindi, avviate tutta una serie di attività con grande disciplina e in sicurezza, dai rifornimenti di
legna, di vettovaglie e d'acqua; quando ne hanno bisogno, provvedono ad inviare apposite squadre di exploratores nel territorio circostante.
Nessuno può pranzare o cenare quando vuole, al contrario tutti lo fanno insieme. Sono poi gli squilli di buccina ad impartire l'ordine di dormire o svegliarsi, i tempi dei turni di guardia, e non vi è operazione che non si conduca a termine senza un preciso comando. All'alba, tutti i soldati si presentano ai centurioni, e poi questi a loro volta vanno a salutare i tribuni e insieme con costoro, tutti gli ufficiali, si recano dal comandante in capo. Quest'ultimo, come consuetudine, dà loro la parola d'ordine e tutte le altre disposizioni della giornata.

### Permanente
Le fortezze legionarie permanenti derivavano la loro struttura dagli accampamenti di marcia o "da campagna". La loro struttura era pertanto similare, pur avendo rispetto ai castra mobili, dimensioni ridotte, pari normalmente a 16-20 ettari. È vero anche che, almeno fino a Domiziano (89 d.C.), erano presenti lungo il limes alcune fortezze legionarie "doppie" (dove erano acquartierate insieme due legioni, come ad esempio a Castra Vetera in 50 ettari e a Mogontiacum in 36 ettari), con dimensioni che si avvicinarono ai 40-50 ettari. A partire però da Diocleziano e dalla sua riforma tetrarchica, le dimensioni delle fortezze andarono sempre più diminuendo, poiché le legioni romane erano state ridotte alla metà degli effettivi.
Attorno a questi centri militari, che in tempo di pace svolgevano l'importante ruolo di romanizzazione dei territori conquistati, si svilupparono importanti centri civili, chiamati canabae, in alcuni casi divenuti prima municipi e poi colonie. Queste strutture erano abitate da artigiani, fabbri per la realizzazione delle armi, mercanti per l'approvvigionamento alimentare o persino prostitute (per soddisfare i soldati nel tempo libero), ecc. Questi cominciarono ad affluire ed a stabilirsi attorno ai maggiori centri militari (delle legioni e degli auxilia), prima in modo precario e poi in modo stabile, costruendo fucine, fornaci, abitazioni, horrea, lupanari. Le fortezze legionarie permanenti avevano, così, oltre ad un prioritario ruolo militare, anche quello di diffondere la cultura e le leggi imperiali, oltre a promuovere i commerci con il mondo dei barbari lungo le frontiere dell'impero romano, e ad attrarre attività economiche di vario tipo, insieme ad artigiani, commercianti e contadini desiderosi di operare in zone sorvegliate e al riparo da incursioni.

## Alimentazione e logistica

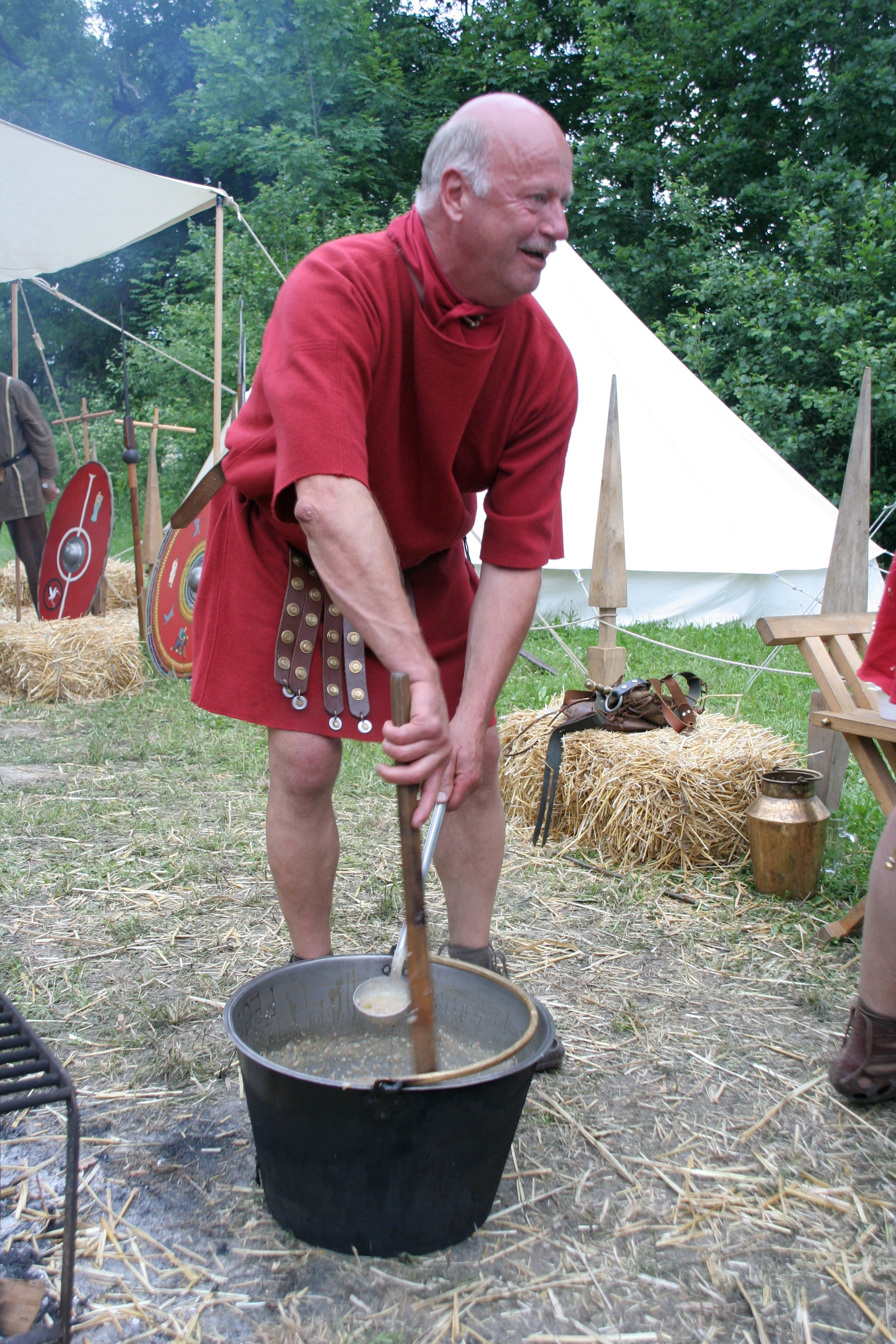

Un vantaggio fondamentale di cui godeva l'esercito imperiale su tutti i suoi nemici esterni, esclusi i Parti e poi i Sasanidi, era l'elevata organizzazione per assicurare che i suoi legionari fossero correttamente riforniti sia in tempo di pace, sia in guerra quando si trovava in territorio nemico in condizioni di "terra bruciata". Ovviamente in territorio romano, l'approvvigionamento era garantito. La riforma augustea consentì buone condizioni di rifornimento sia durante le campagne militari in territorio nemico sia in tutte le stagioni. I quantitativi di generi alimentari richiesti da una legione alto-imperiale di 5.500 uomini richiedeva un minimo di 12,5 tonnellate di cereali al giorno.
Gli approvvigionamenti erano normalmente effettuati via nave, attraverso fiumi e mari, mentre solo nel caso di brevi distanze potevano essere realizzati via terra. Questo perché il trasporto su acqua era nei tempi antichi molto più veloce e più economico rispetto a quello di terra (come è ancora oggi, anche se il differenziale sembra essere minore). Il trasporto terrestre avveniva lungo il cursus publicus (servizio di trasporto imperiale) su carri (angariae), che avevano una portata media di 650 kg, trainati da due paia di buoi.

## Il legionario in marcia

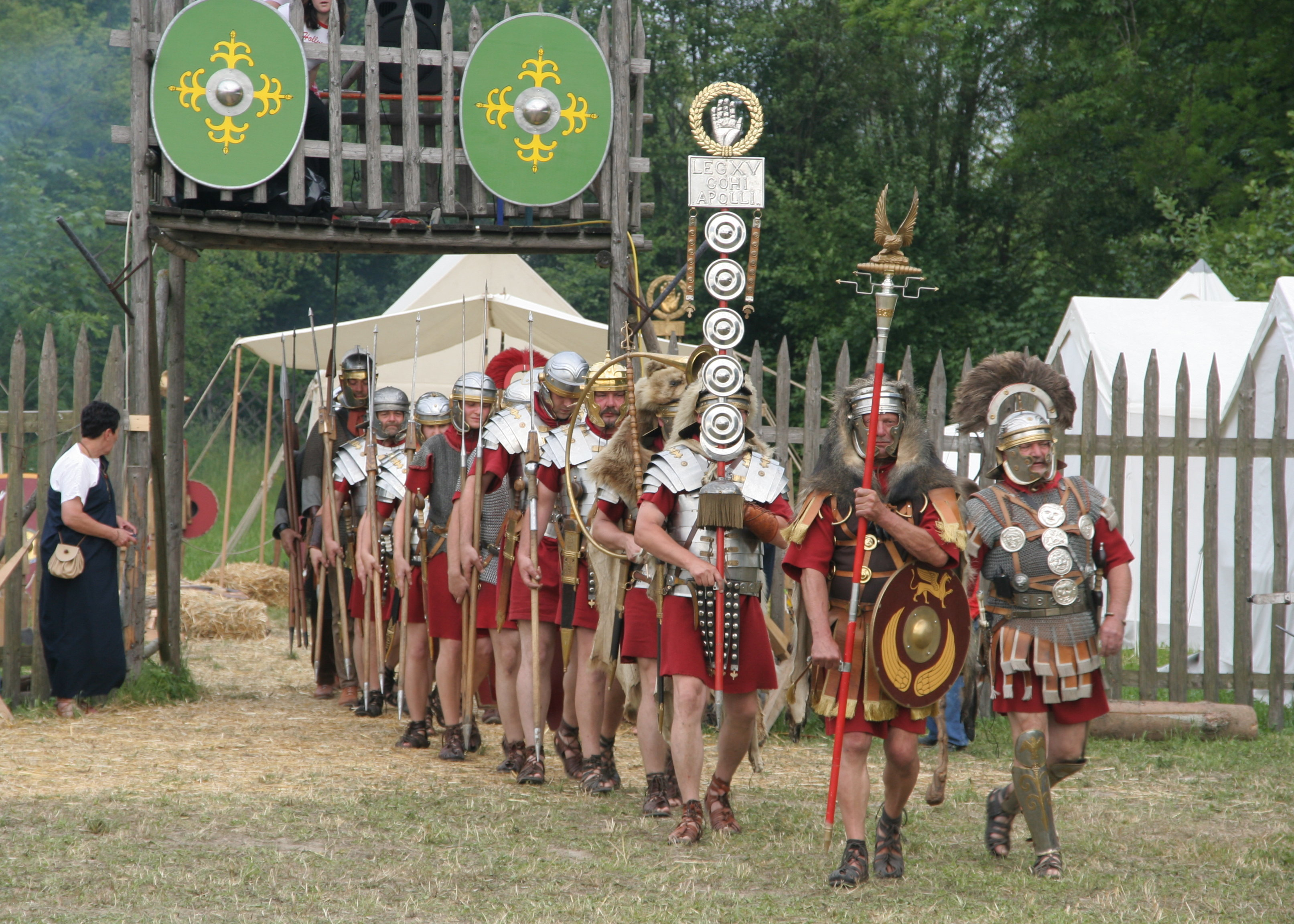
Drappello di legionari in uscita dal castrum.

Quando si deve togliere l'accampamento, le buccine danno il segnale. Nessuno resta inoperoso, tanto che, appena udito il primo squillo, tolgono le tende e si preparano per mettersi in marcia. Ancora le buccine danno un secondo segnale, che prevede che ciascuno carichi rapidamente i bagagli sui muli e sugli altri animali da soma. Si schierano, quindi, pronti a partire. Nel caso poi di accampamenti semi-permanenti, costruiti in legno, danno fuoco alle strutture principali, sia perché è sufficientemente facile a costruirne uno nuovo, sia per impedire che il nemico possano utilizzarlo, rifugiandosi al suo interno.
Le buccine danno un terzo squillo, per spronare quelli che per qualche ragione siano in ritardo, in modo che nessuno si attardi. Un ufficiale, poi, alla destra del comandante, per tre volte rivolge loro in latino, la domanda se siano pronti a combattere, e quelli per tre volte rispondono con un grido assordante, dicendo di esser pronti e, come invasati da una grande esaltazione guerresca accompagnano le grida, alzando le destre.
Polibio, Floro e Gaio Giulio Cesare, descrivono l'ordine di marcia dei legionari al tempo della Repubblica romana e chiamato agmen tripartitum o acie triplici instituita. Questo ordine prevedeva tre differenti "colonne" o "linee", ciascuna costituita rispettivamente da manipoli di hastati (1ª colonna, la più esposta ad eventuali attacchi nemici), principes (2ª colonna) e triarii (3ª colonna), intervallati con i rispettivi bagagli (impedimenta). In caso di necessità i bagagli sfilavano sul retro della terza colonna di triarii, mentre l'esercito romano si trovava già schierato in modo adeguato (triplex agmen).
(Polibio, Storie, VI, 40.11-14.)

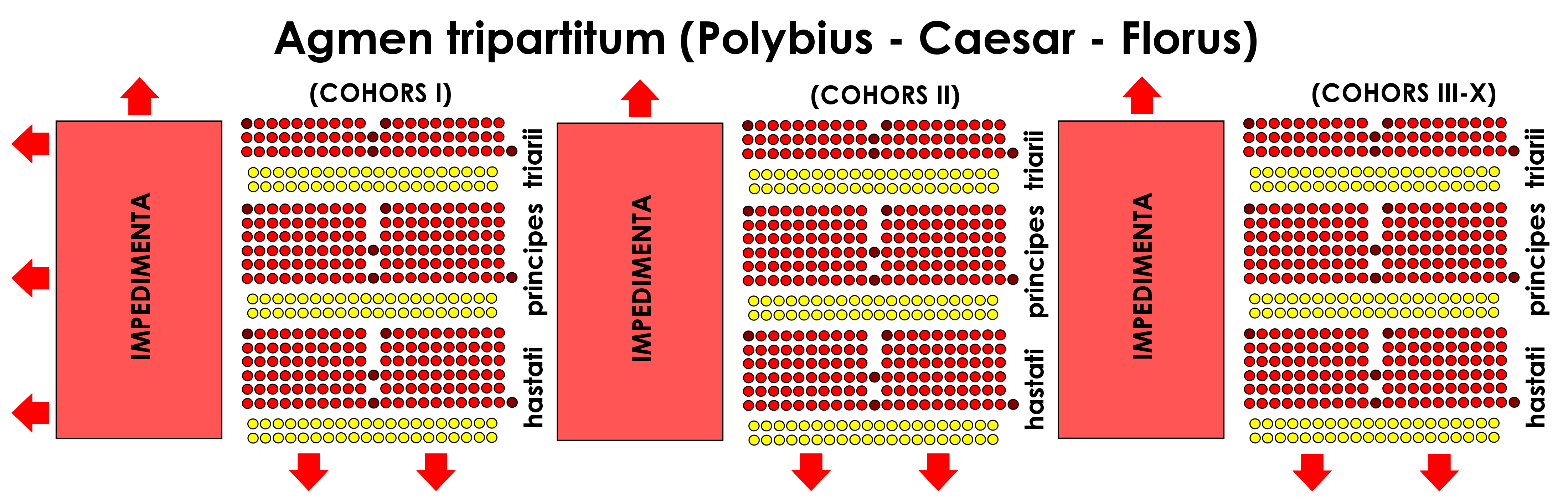
Ordine di marcia di una legione con i bagagli (impedimenta) intervallati tra le sue coorti, detto Agmen tripartitum

Questa la descrizione che fa Giuseppe Flavio dell'armamento che utilizzava l'esercito romano, durante la prima guerra giudaica (66-74):
(Giuseppe Flavio, Guerra giudaica, III, 5.5.93-97.)

## Combattimento individuale

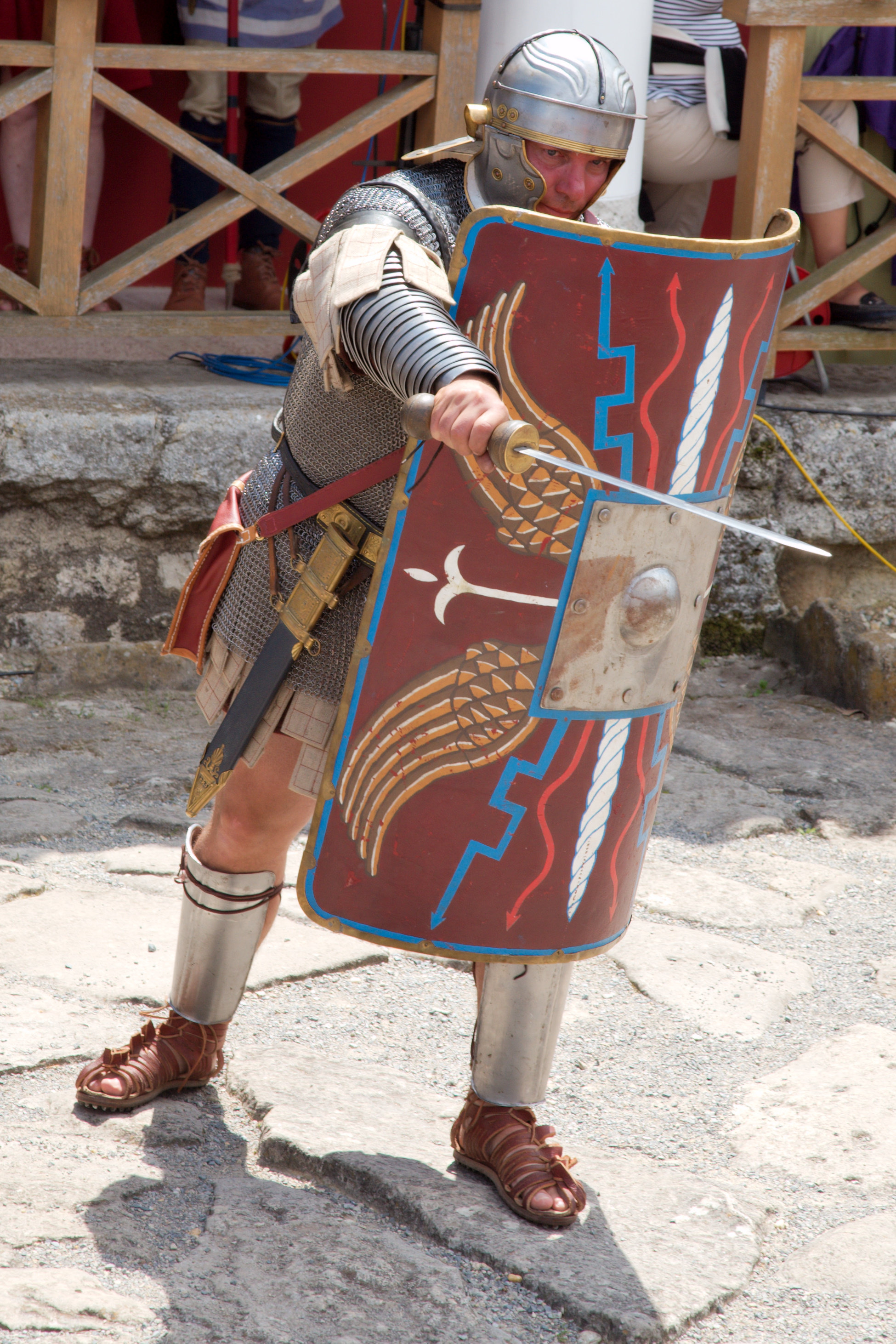
Legionario del I secolo. Molto ben corazzato, è armato di gladio e pugio. Indossa una lorica hamata con pteruges e protezioni delle braccia tipiche della lorica manica, un elmo tipo Weisenau (imperiale gallico), cingulum, schinieri e caligae, e si protegge con uno scutum rettangolare.

Cesare racconta le modalità di combattimento, durante la battaglia in Alsazia contro i Germani di Ariovisto:
(Cesare, De bello Gallico, I, 52.3-5.)
Come riporta Cesare, la fase del combattimento vero e proprio era preceduta dal lancio dei pila, anche se poteva accadere, come nel caso specifico, che lo scontro costringesse a trascurare questo evento, essenziale soprattutto per portare scompiglio tra lo schieramento avversario e mettere fuori uso gli scudi dei nemici. Il combattimento riguardava il legionario in quanto parte di un meccanismo complesso. Esso non comportava l'impegno dei soldati in maniera disordinata e frammentaria, al contrario della tattica delle popolazioni barbariche che si risolveva in duelli sostenuti sul piano strettamente individuale.
Il soldato romano non doveva dimostrare la propria superiorità individuale sul compagno in battaglia, non aveva bisogno di fare sfoggio di forza o di coraggio, come accadeva nel costume militare barbarico in genere, ma era obbligato a sostenere lo scontro spalla a spalla con il proprio contubernalis (compagno di tenda). I legionari, infatti, riparati dietro gli scudi, avanzavano come un corpo unico e compatto, esponendosi il meno possibile ai fendenti dei nemici e cercando sempre il momento decisivo in cui assestare (puntando di solito alla zona addominale) il colpo al nemico (spesso mortale perché il gladio, taglientissimo, era studiato per affondare per mezzo della punta nel corpo dell'avversario, per poi venire subito estratto). Talvolta la costa rilevata dello scudo o l'umbone stesso erano utilizzati per sbilanciare il soldato e farlo vacillare, per poi finirlo nell'istante decisivo.

## Servizio medico

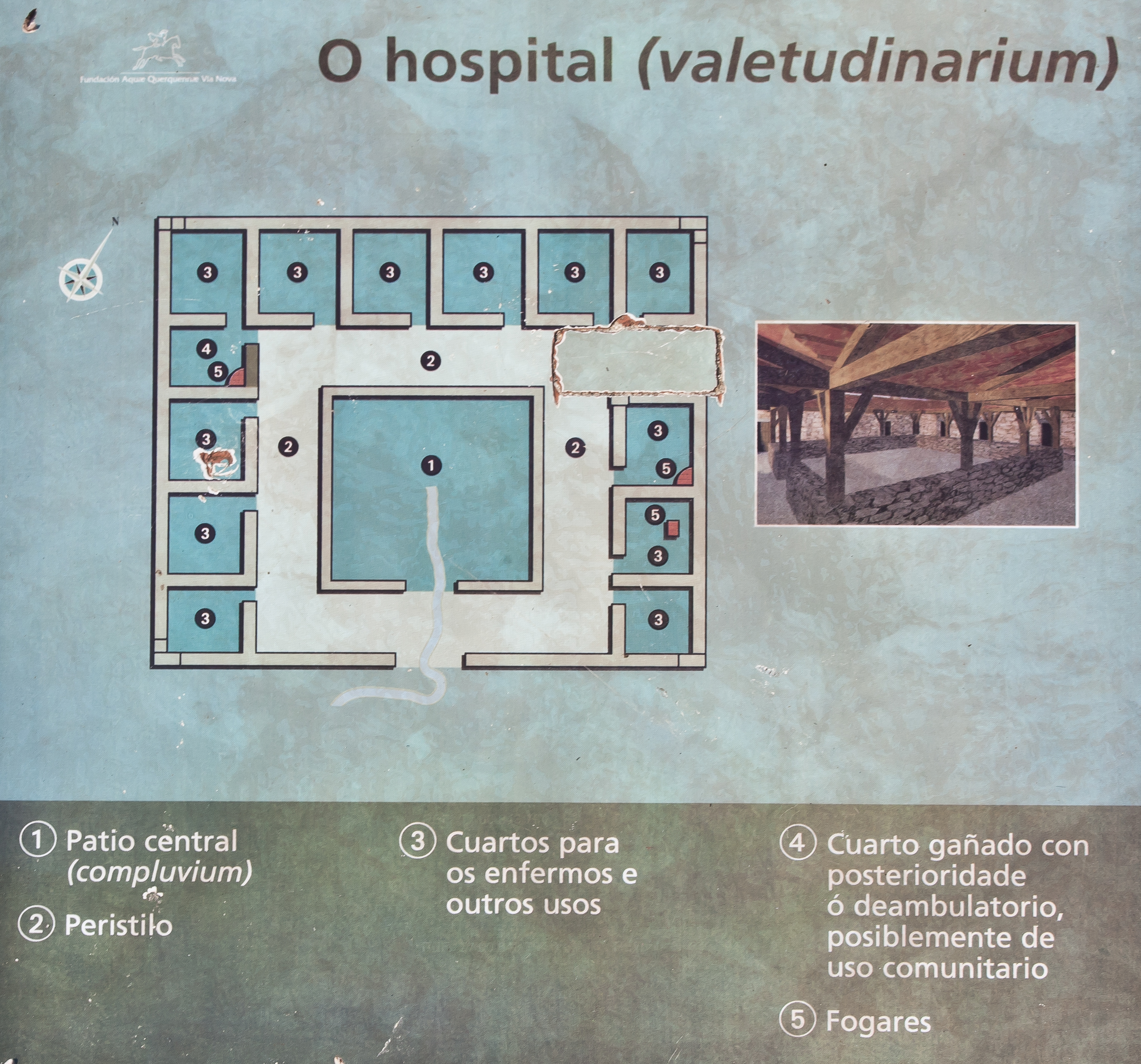
Pianta di un valetudinarium (Aquis Querquennis in Galizia).

L'esercito romano aveva un forte interesse a curare la salute dei propri uomini, sviluppando un sofisticato servizio medico, basato sulle migliori conoscenze mediche del mondo antico. L'esercito romano aveva, pertanto, medici altamente qualificati, in possesso di un'enorme esperienza pratica. Anche se la loro conoscenza era del tutto empirica, non analitica, le loro pratiche erano rigorosamente controllate e testate sui campi di battaglia e quindi più efficaci di quelle disponibili per la maggior parte degli eserciti fino a prima del XIX secolo.
Responsabile generale dello staff medico e dei servizi relativi di una legione, era il praefectus castrorum. Sotto quest'ultimo c'era poi l'optio valetudinarii, o direttore dell'ospedale militare della fortezza legionaria, che era responsabile amministrativo dello staff medico. Comunque, a capo del servizio clinico vi era un servizio "medico-capo", chiamato semplicemente Medicus.
Negli accampamenti era quasi sempre presente una grande infermeria (valetudinarium), i cui resti sono stati trovati in diverse città-accampamento.

## Paga, indennità e durata

### Stipendium
Lo stipendium del soldato romano, rimasto immutato dai tempi di Cesare all'epoca di Settimio Severo, non poteva bastare da solo a permettere il mantenimento del soldato. La consistenza del salario era piuttosto misera, tenuto conto soprattutto della quasi assenza di adeguamenti applicati rispetto al continuo deprezzamento e alla svalutazione della moneta, nonostante il grave svilimento in cui incorrerà in particolare nel III secolo, tanto che in epoca tarda il potere d'acquisto dello stipendio si ridusse a tal punto da assumere un valore quasi simbolico, e da dover venire integrato con forme di pagamento sostitutive (pagamenti in natura, donativi, premi).
Le difficoltà legate alla svalutazione monetaria nel III secolo infatti, durante il periodo dell'anarchia militare, e la sempre maggiore difficoltà nel fornire il compenso ai soldati, costrinse al conferimento dei rifornimenti in natura, e a requisizioni forzate per reperirli, attraverso l'annona militaris e il capitus, la razione di foraggio distribuita alla truppa. I pagamenti in natura saranno poi legalizzati con la riforma della iugatio-capitatio attuata da Diocleziano.
La paga di un legionario ammontava a 225 denari annui, aumentati a 300 sotto Domiziano. Il compenso variava molto a seconda del corpo militare e del grado ricoperto dal soldato (un centurione guadagnava 16 volte la paga di un legionario e un primus pilus circa 60 o 70 volte la paga normale del soldato), andando dai 75 denari attribuiti gli ausiliari, ai 375 delle coorti urbane, ai 750 dei pretoriani, mentre i meno pagati erano i fanti di marina. Gli stipendia militari andarono sempre più accrescendosi nel corso dei secoli. Al congedo i veterani, in caso di honesta missio, ricevevano un premio di 3000 denari. In alternativa al pagamento in denaro, si preferiva l'assegnazione di terre, che potevano rendere il veterano un possidente a livello della classe media provinciale.
Qui sotto trovate una tabella che cerca di riassumere, sulla base dei calcoli effettuati da alcuni studiosi moderni e dei pochi elementi letterari dell'epoca, oltre ad una limitata documentazione archeologico-epigrafica giunta fino a noi:
| Legione romana | Augusto (in denarii) | Domiziano (in denarii) | Settimio Severo (in denarii) | Caracalla (in denarii) | Massimino Trace (in denarii) |
| --- | -------------------- | ---------------------- | ---------------------------- | ---------------------- | ---------------------------- |
| legionario (miles) | 225                  | 300                    | 450                          | 675                    | 1350                         |
| immunis | 225                  | 300                    | 450                          | 675                    | 1.350                        |
| principalis sesquiplicarius (= paga pari ad 1,5 volte) (Cornicen, Tesserarius e Beneficiarius)                                            | 337                  | 450                    | 675                          | 1.012                  | 2.025                        |
| principalis duplicarius (= paga pari a 2 volte) (Optio, Aquilifer, Signifer, Imaginifer, Vexillarius equitum, Cornicularius, Campidoctor) | 450                  | 600                    | 900                          | 1.350                  | 2.700                        |
| principalis triplicarius (= paga pari a 3 volte) (Evocatus)                                                                               | 675                  | 900                    | 1350                         | 2025                   | 4050                         |
| cavaliere legionario | 262                  | 350                    | 525                          | 787                    | 1.575                        |
| centurione / decurione | 3.375                | 4.500                  | 6.750                        | 10.125                 | 20.250                       |
| centurione primo ordo | 6.750                | 9.000                  | 13.500                       | 20.250                 | 40.500                       |
| centurione primus pilus | 13.500               | 18.000                 | 27.000                       | 40.500                 | 81.000                       |
| praefectus castrorum | 15.000               | 20.000                 | 30.000                       | 45.000                 | 90.000                       |
| Tribunus angusticlavius | 18.750               | 25.000                 | 37.500                       | 56.250                 | 112.500                      |
| Tribunus laticlavius | 30.000               | 40.000                 | 60.000                       | 90.000                 | 180.000                      |

### Indennità
Allo stipendium normalmente percepito dal legionario vanno aggiunte una serie di altre indennità, tra cui donativa (immediatamente disponibili in forma liquida), premi (tra cui quelli di inizio e fine carriera, che circa uno su due veniva a riscuotere) ed esenzioni. Altri sussidi riguardavano l'acquisto del sale (salgamum), dei chiodi (clavarium), dei pasti rituali (epulum). Il patrimonio del legionario (bona domestica), che va valutato cumulando tutti questi benefici e elargizioni, poteva anche ammontare a somme consistenti, specie per i militari a fine carriera e per gli ufficiali, tanto da consentire ai soldati di prestare denaro, di impiegarlo in acquisti superflui (che fanno pensare a una mentalità dai tratti consumistici) o di investirlo nella costruzione di tombe a volte anche molto costose.
I soldati erano anche tenuti a versare dei depositi forzati, delle somme dovute nelle casse del forte (bona castrensia). Dallo stipendium erano detratti i costi dell'approvvigionamento e del vitto. Tra le categorie militari più disagiate, quella dei fanti di marina si distingueva per la povertà di condizione e per la consistenza modesta del salario. Il conferimento delle terre come ricompensa ai veterani li metteva nella condizione di poter gestire anche degli schiavi (calones) che svolgevano attività di manodopera nella gestione dei fondi coltivati. Il soldato, di conseguenza, percepiva delle rendite e poteva anche concedere in affitto le proprie terre.
Durante il basso impero, il venir meno dell'efficienza amministrativa e la crisi politica portarono ad un trasferimento di responsabilità sempre più gravoso a carico dei proprietari provinciali e dei decurioni delle città, tanto da rendere sempre più sconveniente tale posizione sociale e da indurre i notabili a cercare sbocco nell'amministrazione e nel clero cristiano. Gli oneri della riscossione e del versamento delle indennità ai coscritti (sempre più numerosi), il compito di provvedere all'arruolamento, pesavano ormai quasi interamente sulla classe proprietaria.

### Durata del servizio

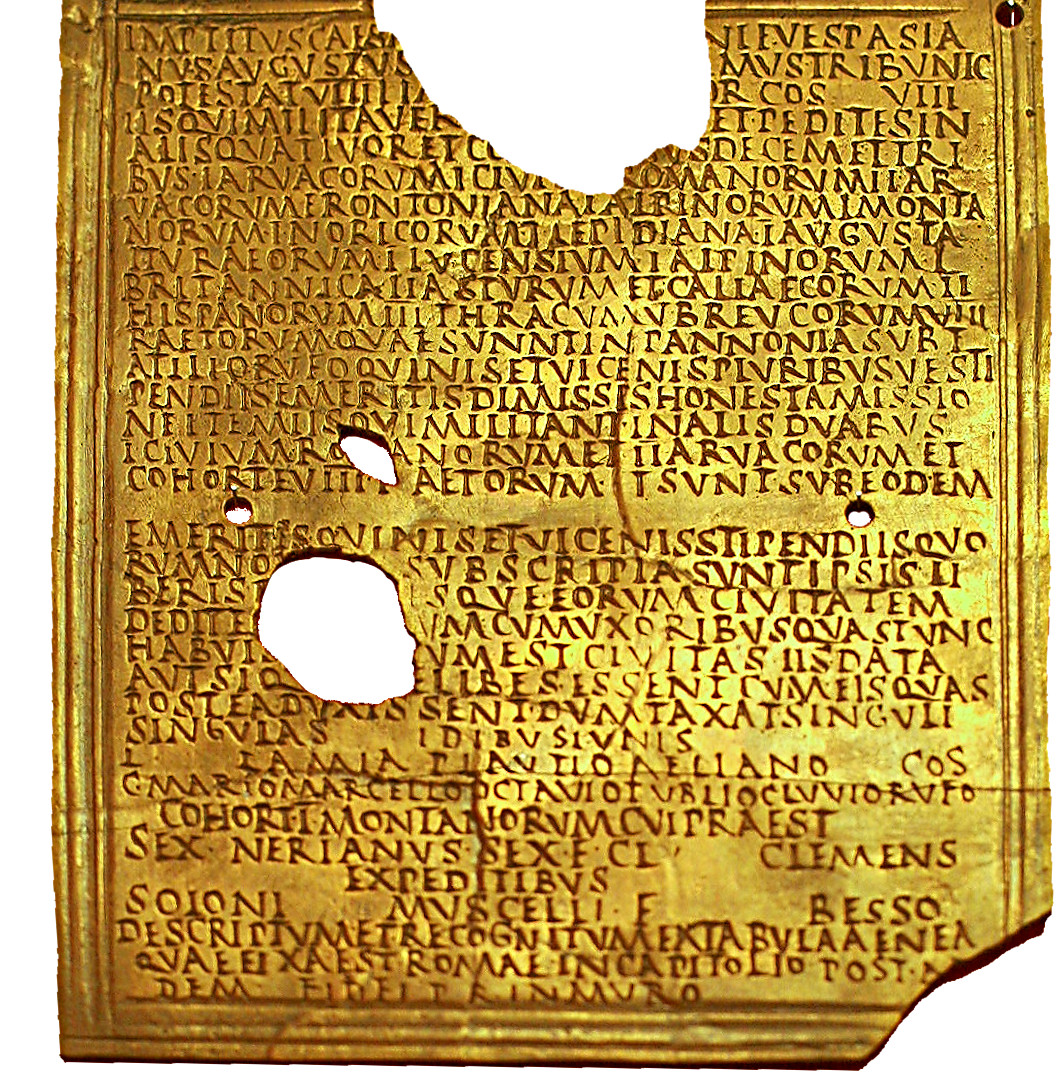
Un diploma militare distribuito al termine della honesta missio, rinvenuto nei pressi della fortezza legionaria di Carnuntum a Klostemburg, databile al tempo dell'imperatore Tito (13 giugno dell'80 d.C.).

Durante il periodo imperiale, da Augusto in poi, veniva rilasciato ai militari (fossero essi legionari o ausiliari) un diploma che ne sanciva per legge la fine del servizio; veniva, quindi, consegnata un'indennità in denaro (nummaria missio) o in beni (es. un appezzamento di terra con deduzione di colonie romane = agraria missio, quasi fosse una forma di pensione dei giorni nostri), ad alcuni era concesso il diritto di cittadinanza romana (ausiliari) con la possibilità di contrarre matrimonio legittimo (Ius connubii). Beneficiavano di questi premi anche i legionari congedati anzitempo per ferite o malattie (causaria missio) o i congedati per volere del comandante (gratiosa missio). La perdita dei benefici avveniva con il congedo disonorevole (ignominiosa missio).
Già nel periodo tardo repubblicano la ferma militare poteva durare fino ad un massimo di 16 anni. Durante il periodo imperiale, Augusto stabilì nel 13 a.C. gli anni di ferma militare per i cittadini e l'ammontare di un premio alla conclusione della leva come indennizzo della terra che da sempre continuavano a chiedere, in modo tale che i soldati, non prendessero questi problemi come pretesto per fomentare una rivolta. Il numero degli anni per i legionari fu fissato a 16, a 20 per gli ausiliari. La ferma talvolta poteva prolungarsi a tal punto che "né altro si trovava nei loro quartieri invernali se non vecchi e bottino".
Qualche anno più tardi, nel 5 d.C., poiché nessuno voleva rimanere oltre il limite della ferma stabilita, Augusto dispose che ai legionari fosse dato un indennizzo di 12.000 sesterzi dopo 20 anni di servizio, finanziati dall'aerarium militare. Meno di dieci anni più tardi (nel 14), subito dopo la morte di Augusto, le legioni di Germania e Pannonia, chiesero di tornare al precedente sistema di ferma dei 16 anni per i legionari. Pochi mesi più tardi questo provvedimento fu però cancellato dallo stesso neo-Imperatore, Tiberio. E così per i secoli a venire, i legionari prestarono servizio per 20 anni.
Sappiamo, inoltre, che molti dei centurioni, sebbene la normale ferma militare durasse 20 anni anche per loro, fin dai tempi di Augusto, rimasero in servizio fino a 30-35 anni ed in un caso particolare, raccontato da un'epigrafe, si tramanda che un centurione di nome Lucius Maximius Gaetulicus, percepì fino a 57 annualità, un vero record. Sappiamo, inoltre, che sotto Caracalla (nel 212) il premio di fine ferma fu aumentato a 20.000 sesterzi.
Verso la fine dell'impero divenne sempre più difficile reperire i fondi per pagare le truppe e le retribuzioni divennero sempre più irregolari. I legionari potevano ritirarsi dopo 20 anni di servizio militare con l'honesta missio o, con maggiori privilegi, dopo 24 anni con emerita missio, come attestato dalla tavola in bronzo rinvenuta presso Brigetio e databile al 311 (sotto Costantino I). Con la riforma costantiniana fu previsto un differente trattamento tra comitatenses e riparienses, dove i secondi ottenevano la honesta missio solo dopo 24 anni. Ma pochi anni più tardi, nel 325, le due tipologie di corpi di truppa furono uniformati, estendendo ai riparienses il medesimo trattamento riservato ai primi.

### Veterani
I militari ormai in congedo erano chiamati veterani ed in caso di necessità, se richiamati in servizio attivo, erano nominati evocati. Il loro ruolo divenne fondamentale ai fini della romanizzazione soprattutto per quei territori appena conquistati, attraverso l'insediamento di numerose colonie. Solo in caso di estrema necessità, potevano essere richiamati a combattere (evocati). Erano posti sotto il comando di un praefectus di legione.

## Punizioni e ricompense

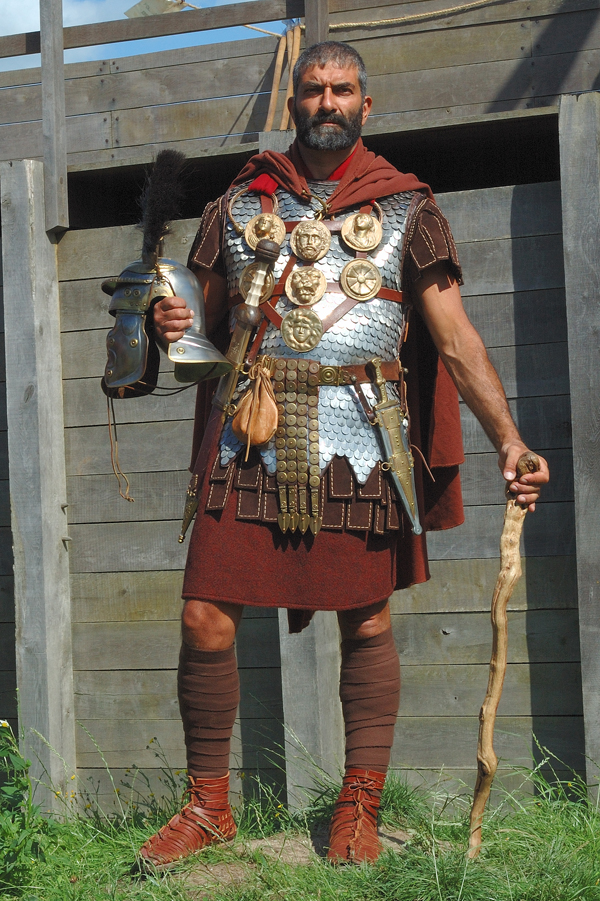
Centurione del II secolo munito di ramo di vite, detta vitis.

Le punizioni e le pene corporali erano un aspetto molto frequente della disciplina inculcata ai soldati. Accanto alle decorazioni e alle ricompense, si ricorreva a pene anche molto crudeli quando si doveva ristabilire l'ordine tra i ranghi o si voleva punire un comportamento sbagliato o disonorevole. Tacito riferisce di un centurione di nome Lucilio, sarcasticamente soprannominato dai soldati "Qua un'altra", perché aveva l'abitudine di percuotere i soldati con la verga finché non si spezzasse (simbolo del potere del centurione). Al momento opportuno (nel corso di una rivolta militare in Pannonia), però, il centurione venne ucciso dai suoi uomini. Sempre secondo Tacito la figura del centurione in sé era "eterno oggetto di odio per i soldati", probabilmente a motivo dell'abitudine di ricorrere a metodi spesso brutali per mantenere la disciplina. Ugualmente munito di verga era l'optio, collocato alle spalle dell'ultimo rango della centuria, che aveva il compito di mantenere in formazione gli ordini durante la battaglia.

### Pene corporali
Oltre al ricorso alle frustate e alle percosse, o in caso di furto alla mutilazione della mano destra, vigeva una pena ben più grave nelle legioni, il fustuarium, la pena capitale riservata ai sospettati di codardia, ai disertori o a coloro che erano venuti meno ai doveri di soldato. In occasione di una battaglia contro Tacfarinas una coorte si era rifiutata di respingere un tentativo di assedio, cedendo al primo assalto del nemico. La coorte fu quindi sottoposta a quello che è definito da Tacito un "gesto raro a quel tempo, ma di antica tradizione", ossia la decimazione: i soldati flagellarono fino alla morte un compagno ogni dieci estratto a sorte. Una pena simile era prevista anche per molto meno, se un soldato o un gruppo di sentinelle si addormentava durante un turno di guardia, non adempiva a un incarico assegnato o mentiva sotto giuramento, mettendo in pericolo la vita degli altri uomini. La mancata consegna delle tessere per l'accesso al campo poteva essere la prova del mancato ottemperamento all'obbligo di pattuglia.

### Pene umilianti
Altre punizioni potevano essere solo simboliche ma estremamente umilianti. I condannati potevano essere costretti a mangiare solo orzo, potevano essere esclusi dalla vita del campo, venendo fatti accampare al di fuori del forte o, cosa ben peggiore, perché colpiva direttamente il simbolo della condizione di soldato di un legionario, potevano essere privati del cingulum, la cintura militare. Dopo la battaglia di Strasburgo inoltre una vessillazione di catafratti che durante la battaglia si era comportata con viltà fuggendo dopo un primo combattimento contro il nemico e non volendo più tornare a combattere, per punizione fu obbligata a vestirsi con abiti femminili da Giuliano, che decise di non applicare la decimazione probabilmente per la scarsità delle truppe a sua disposizione.
L'applicazione del "rimedio della spada", tuttavia, era sempre l'alternativa più valida in caso di situazioni estreme, perché "è più giusto condannare secondo il costume degli antenati i diretti responsabili, così che il timore raggiunga tutti, la punizione pochi".

### Donativae riconoscimenti

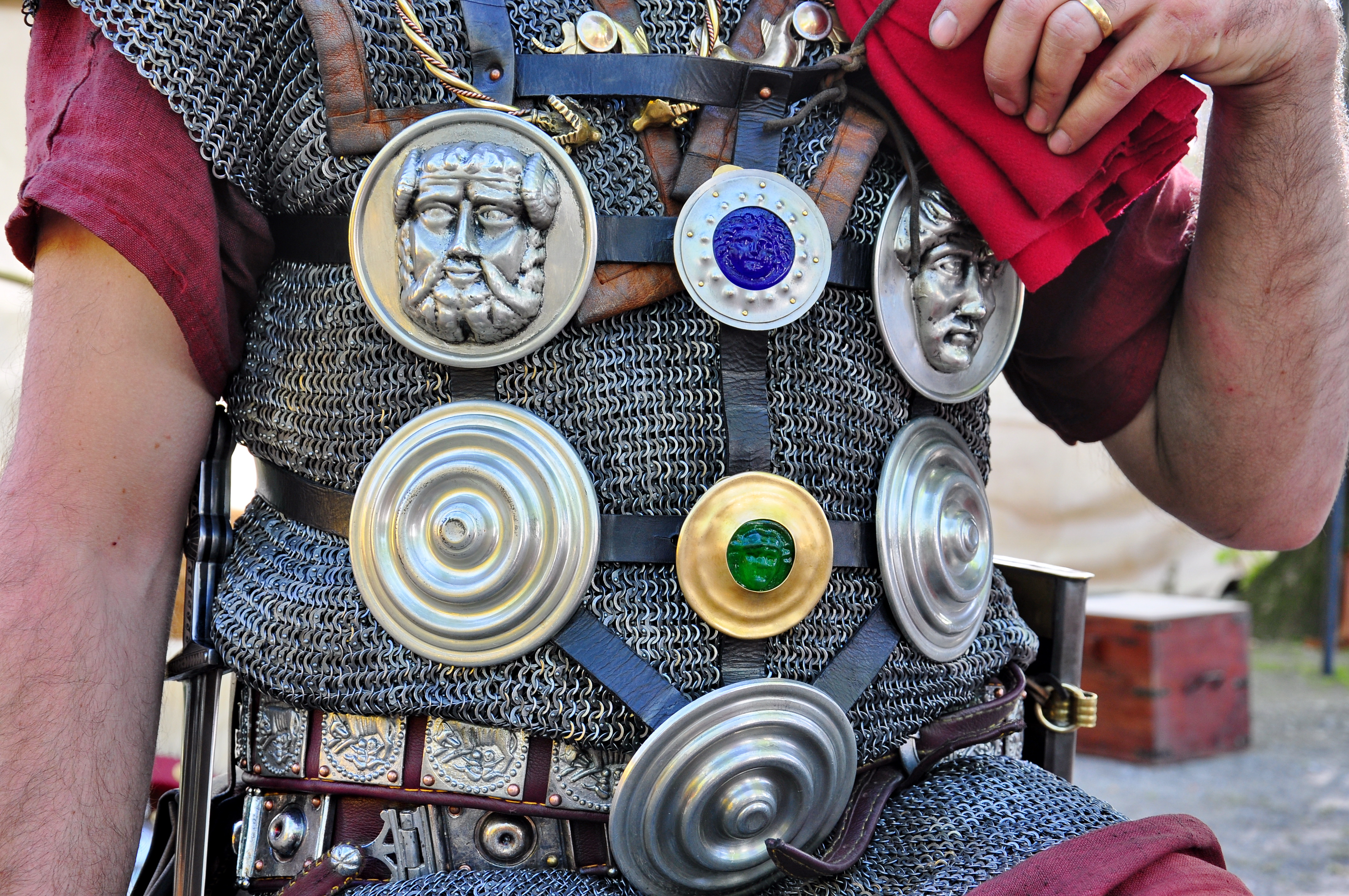
Tipiche phalerae e dona di vario tipo, dischi metallici e borchie, appese alla lorica di un centurione.

Oltre ai donativi in denaro e alle promozioni (essenziali per premiare il valore degli uomini e incentivarne lo zelo in battaglia), i riconoscimenti più frequenti attribuiti ai legionari per meriti guadagnati sul campo erano costituiti principalmente da torques (collane), phalerae (borchie metalliche come quelle fissate sulle insegne) e armillae, bracciali di solito di metallo prezioso. Questo per quanto riguarda la truppa, e non solo.
Per i gradi più alti erano più diffuse corone, lance e bandiere. Le decorazioni erano esposte e indossate con grande sfoggio da parte dei soldati. Alcuni imperatori conferivano loro stessi le onorificenze ai propri uomini (considerati commilitones), quando guidavano gli eserciti in battaglia. Il massimo riconoscimento che un legionario potesse ricevere era la corona civica, consegnata a chi si era reso meritevole in battaglia salvando la vita a un concittadino. Il donativo infatti poteva direttamente essere conferito dall'imperatore o dal responsabile del campo, di solito all'interno di questo, ed era consuetudine che il soldato (probabilmente colui che ne fosse stato insignito, ma non è certo) indossasse la corona di alloro.

## La religione

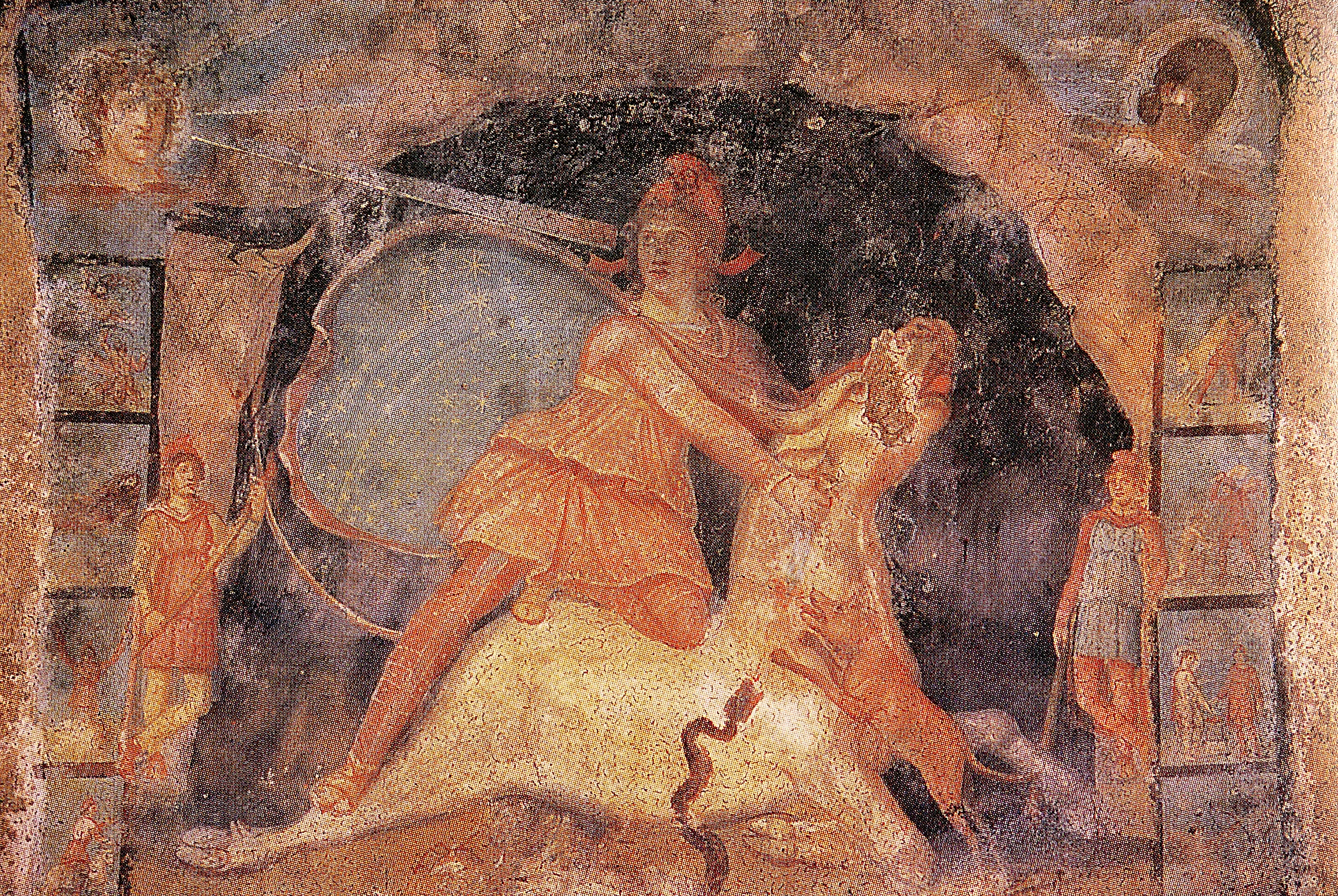
Dipinto murale che mostra Mitra che uccide un toro, al centro del rito mitraico (la tauromachia). Mitra indossa un copricapo frigio, il suo mantello mostra il firmamento celeste, il serpente e la grotta in cui si celebra il rito del culto. Da Dura Europos, sull'Eufrate in Siria.

I soldati furono interpreti di una cultura religiosa esportata in tutte le province romane, a partire dalla mitologia, alle principali divinità, al calendario delle festività ed a tutta una serie di riti religiosi come la lustratio (sacrificio che serviva prima di una campagna militare per purificare l'esercito e l'accampamento di marcia). Le armate romane riconoscevano in Marte Ultore, la Dea Roma, Giove Capitolino ed il genio dell'Imperatore gli dei patroni, anche se ogni legionario pregava il suo dio in piena libertà. Augusto aveva imperniato la devozione dei soldati sul quadro tradizionale della Vittoria Augusta, di Giove Ottimo Massimo e di Roma Eterna. In pratica, i soldati romani quando erano fuori servizio, furono autorizzati a seguire qualunque culto a loro piacimento, a patto che non fossero espressamente vietati.
Il culto dell'imperatore fu usato dai romani come giuramento di fedeltà, come affermazione di lealtà allo Stato. Era obbligatorio per tutti i peregrini compiere sacrifici all'immagine del imperatore regnante, almeno una volta. Il rifiuto era considerato come un tradimento ed era punito con la morte. La religione romana era politeistica e perciò accettò ed assorbì facilmente molte divinità dell'impero (interpretatio, assimilazione di una divinità straniera al dio romano), dove la maggior parte delle culture erano anch'esse politeiste.

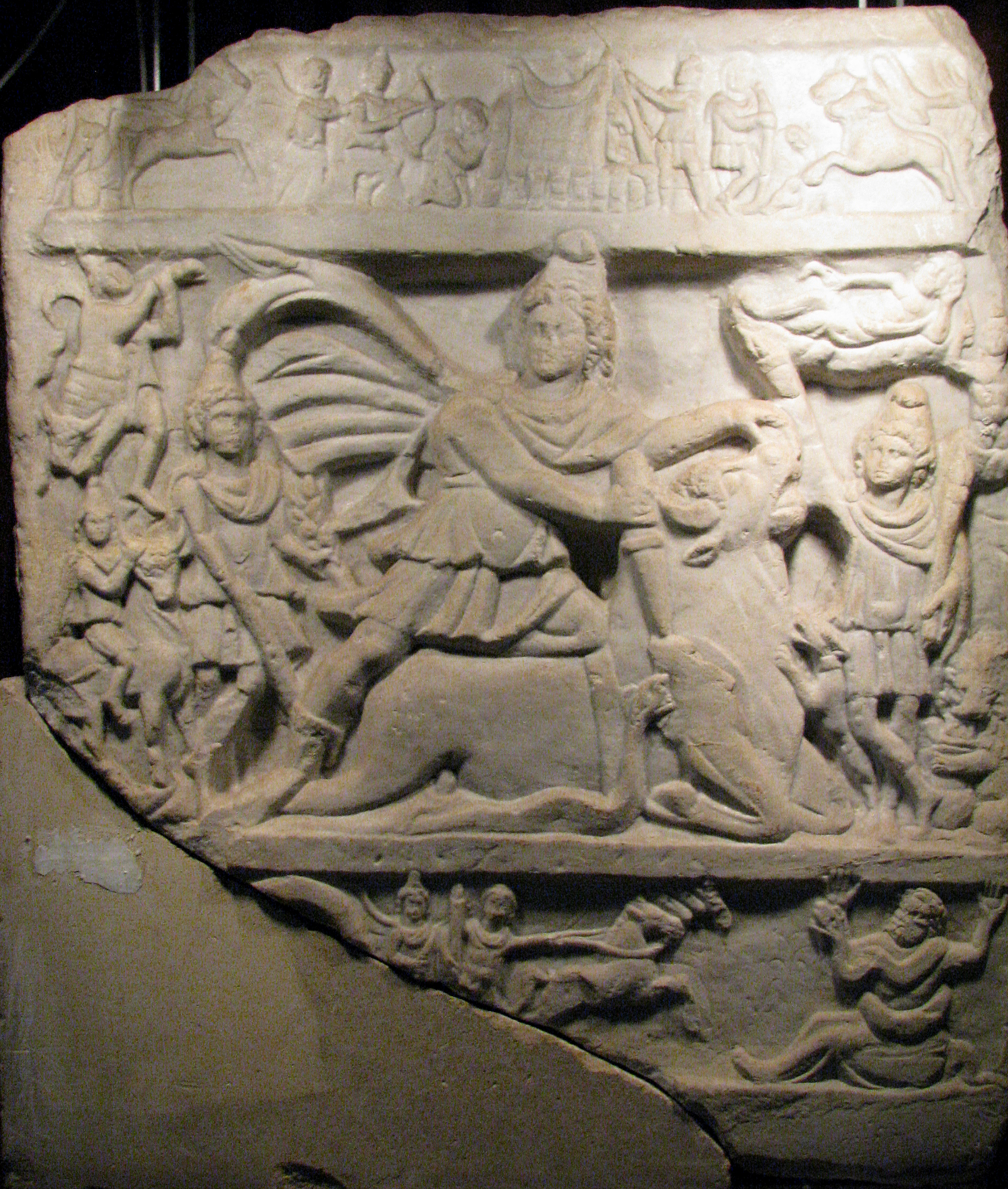
Rilievo dedicato a Mitra, da Apulum, Alba Iulia (Romania).

Ai soldati era, tuttavia, richiesto di partecipare ad una serie di riti ufficiali religiosi romani, tenuti all'interno delle loro unità ad intervalli regolari nel corso dell'anno. Questi includevano parate religiose in onore degli dei più importanti romani, specialmente Giove, il dio supremo del pantheon romano Marte, il "dio della guerra", e bellona, dea anche lei associata alla guerra. Questi cortei erano probabilmente accompagnati dal sacrificio di animali, oltre a dei banchetti. In relazione al culto imperiale avvenivano invece della parate in occasione dell'anniversario della nascita dell'imperatore, quando le imagines dei sovrani in carica e di quelli in precedenza divinizzati, erano salutati, con l'offerta di sacrifici da parte del prefetto o del legatus dell'unità.
Al di fuori delle cerimonie dell'unità, i soldati avevano una vasta gamma di divinità da celebrare, che potevano essere suddivisi in tre principali categorie:
- divinità romane;
- divinità della popolazione indigena, come un Ares, eroe tracio, spesso rappresentato sulle lapidi dei veterani della Tracia, mentre a cavallo infilza una bestia (od un uomo);
- gli dei locali della provincia in cui si serviva, come il culto della ninfa Coventina in Britannia (ad esempio presso il vallo di Adriano).

Dal II secolo i culti orientali salvifici, basati sulla centralità di una sola divinità (benché non necessariamente monoteisti), su sacre verità rivelate solo agli iniziati e sul concetto di salvezza, si diffusero ampiamente nell'impero, ed il politeismo subì un graduale e definitivo declino. Uno di questi culti era quello del Sol Invictus (il Sole invincibile) che divenne culto ufficiale al tempo dell'Imperatore Aureliano (270-275), rimanendo tale fino al tempo di Costantino I. E comunque il culto più popolare tra l'esercito romano era quello di Mitra, basato su una divinità orientale persiana o forse derivata dalle stesse province orientali dell'Impero romano, in particolare dalla Frigia.
Il mitraismo costituiva una unione sincretica di elementi e pratiche di diversi culti. Da qui l'apparente adozione di una divinità persiana, del rito del taurobolium, mutuato dal culto di Cibele, e dello stesso copricapo frigio. Basato su un rito segreto di iniziazione, questo culto è attestato, per esempio, grazie alla scoperta di un Mithraeum (tempio dedicato a Mitra) a Brocolitia, forte nei pressi del vallo di Adriano. L'adepto, secondo quanto scritto in una dedica rinvenuta a Nida (presso Heddernheim), non dipendeva da condizioni sociali.
Il cristianesimo era invece meno comune tra i soldati, almeno fino a quando questo culto non fu favorito da Costantino I, agli inizi del IV secolo. Tuttavia è probabile che avesse dei seguaci clandestini tra i militari già durante il II e III secolo, specialmente in Oriente, dove si diffuse ampiamente. La scoperta di una chiesa cristiana, con dipinti databili agli inizi del III secolo nella fortezza di Dura Europos in Siria potrebbe indicare un elemento cristiano in quella guarnigione.

## Svaghi, tempo libero e vita privata
I legionari cercarono di portare all'interno degli accampamenti i piaceri della vita cittadina. In molti accampamenti o nelle loro vicinanze vennero edificati i tradizionali impianti termali romani, dotati di calidarium, frigidarium e tepidarium, oltre a stanze adibite a massaggi. Le terme erano, infatti, usate dai soldati come luogo di ritrovo. Spesso nei pressi delle fortezze vi erano anche dei piccoli anfiteatri (ad es. quelli di Carnuntum, Deva Victrix o Aquincum), dove i legionari si radunavano per assistere a spettacoli gladiatorii o combattimenti tra guerrieri nemici fatti prigionieri. I legionari si divertivano anche giocando, puntando denaro, sebbene ciò fosse inizialmente proibito. Si giocava ai dadi, agli aliossi, ai duodecima scripa, ai latrunculi ed alle fossette. A volte erano anche organizzate giostre di cavalieri, non molto dissimili dai tornei medievali, fra gruppi armati di soldati, per mostrare le abilità raggiunte nella cavalcatura, i cosiddetti Ippica Gimnasia.
A rendere poi meno monotone le giornate del legionario in tempo di pace, visto che nel corso di lunghe e difficili guerre gli stessi disponevano di ben poco tempo libero, c'era anche una grande massa di civili che di solito seguiva le legioni (vedi canabae). Si trattava di mercanti (di schiavi, di viveri o di oggetti vari), indovini, meretrici e tavernieri. Spesso il soldato, pur non potendo contrarre matrimonio (ius connubii), si legava nel corso del servizio militare ad una donna (detta hospita, focaria) o ad una "schiava" (spesso dopo averla affrancata), potendo aver con la stessa concepito dei figli (che portavano il nome della madre, almeno fino alla fine del servizio del padre, ma che con il congedo di questi, potevano essere premiati anch'essi con la cittadinanza), dando luogo a situazioni di concubinaggio di fatto (che erano legalizzate solo al momento del congedo).
Tutti i documenti trovati a Vindolanda sono scritti da ufficiali romani, a supporto dell'idea che molti tra i ranghi inferiori fossero ancora analfabeti. La lingua usata normalmente era il latino. La maggior parte, però, degli autori di queste tavolette era invece di origine gallica, britanna o germanica, sebbene scrivesse ai parenti in un latino, ancorché sgrammaticato e molto influenzato dalla lingua d'origine. Ciò non significa che non potessero più parlare la loro "lingua madre", semplicemente le loro lingue erano riuscite a sviluppare una forma scritta adeguata o quantomeno comprensibile. Le tavolette mostrano come il comandante venisse salutato come domine ("signore", per il suo rango equestre), mentre i soldati erano chiamati fratres (fratelli) o collegae (compagno). Le lettere mostrano anche che un soldato ausiliario continuava a mantenere amicizie non solo nella sua unità, ma anche con altre unità ausiliarie o legionarie. L'attività venatoria era, infine, uno dei passatempi preferiti, soprattutto per gli ufficiali. Era certamente più faticosa e pericolosa, richiedendo una maggiore abilità rispetto a quanto accade oggi per la necessità del ricorso a frecce o lance.